# Argyll Motors

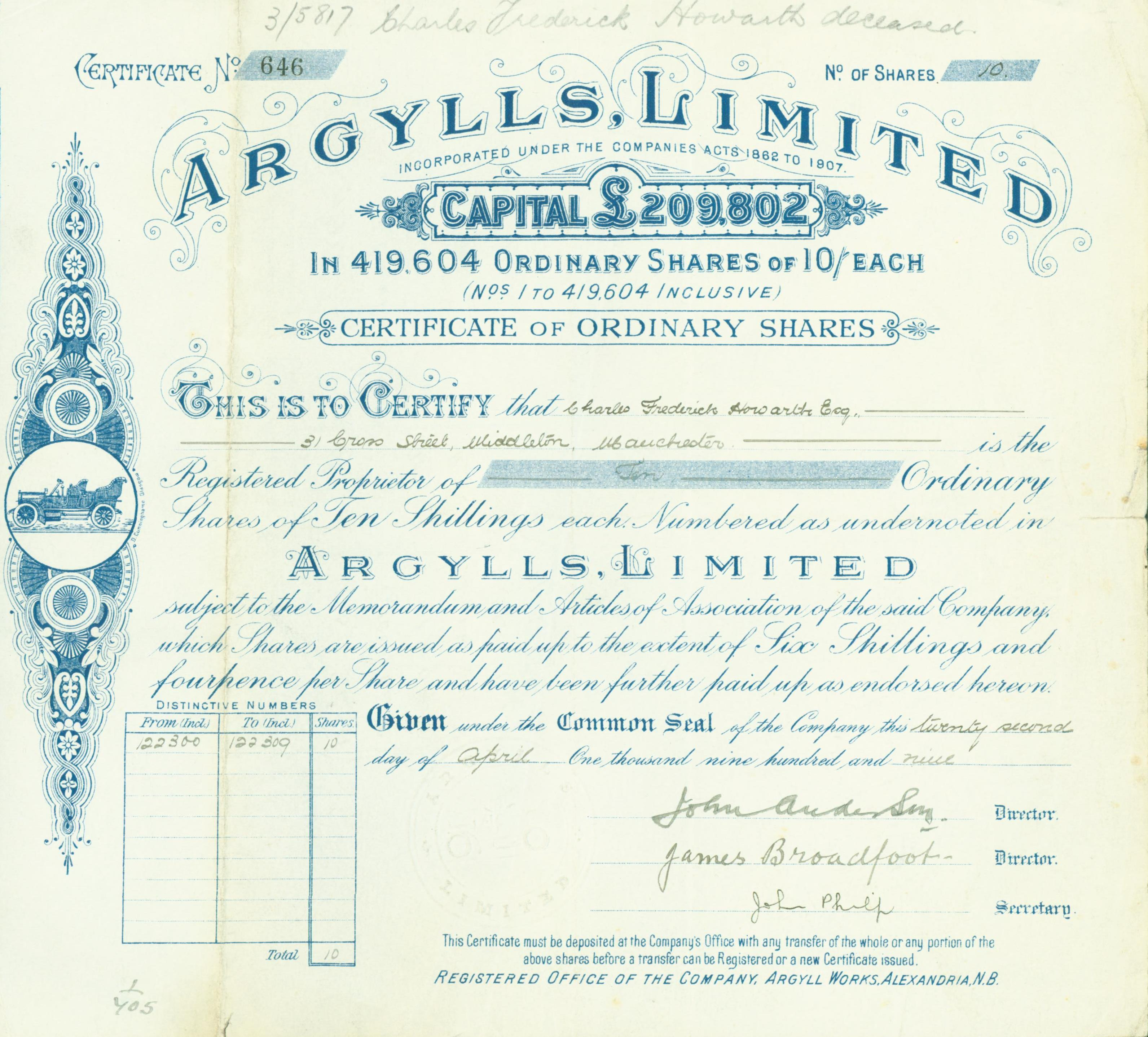
Aktie der Argylls Ltd. vom 22. April 1909

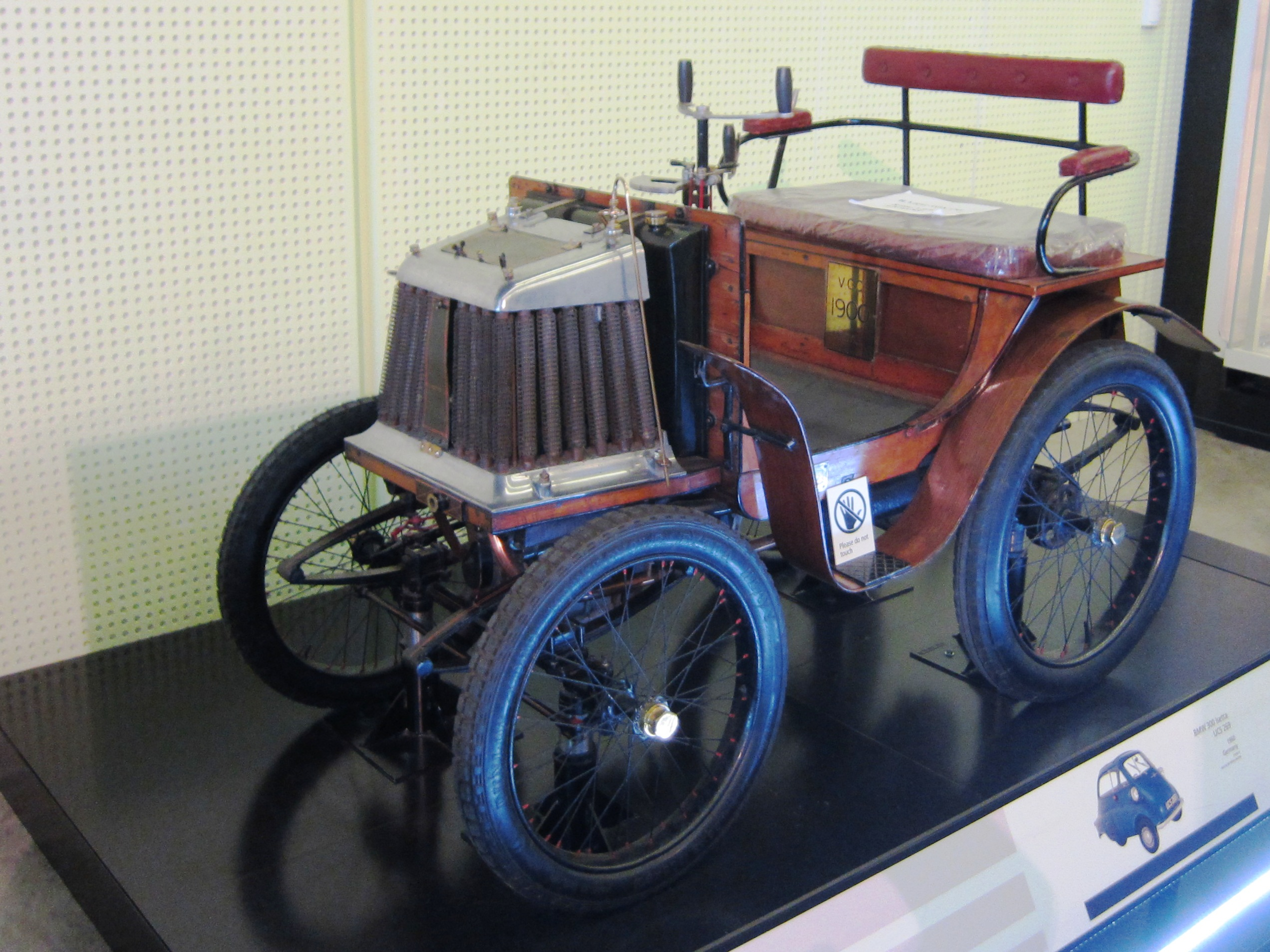
Argyll von 1900

Argyll von 1902 während des London to Brighton Veteran Car Run

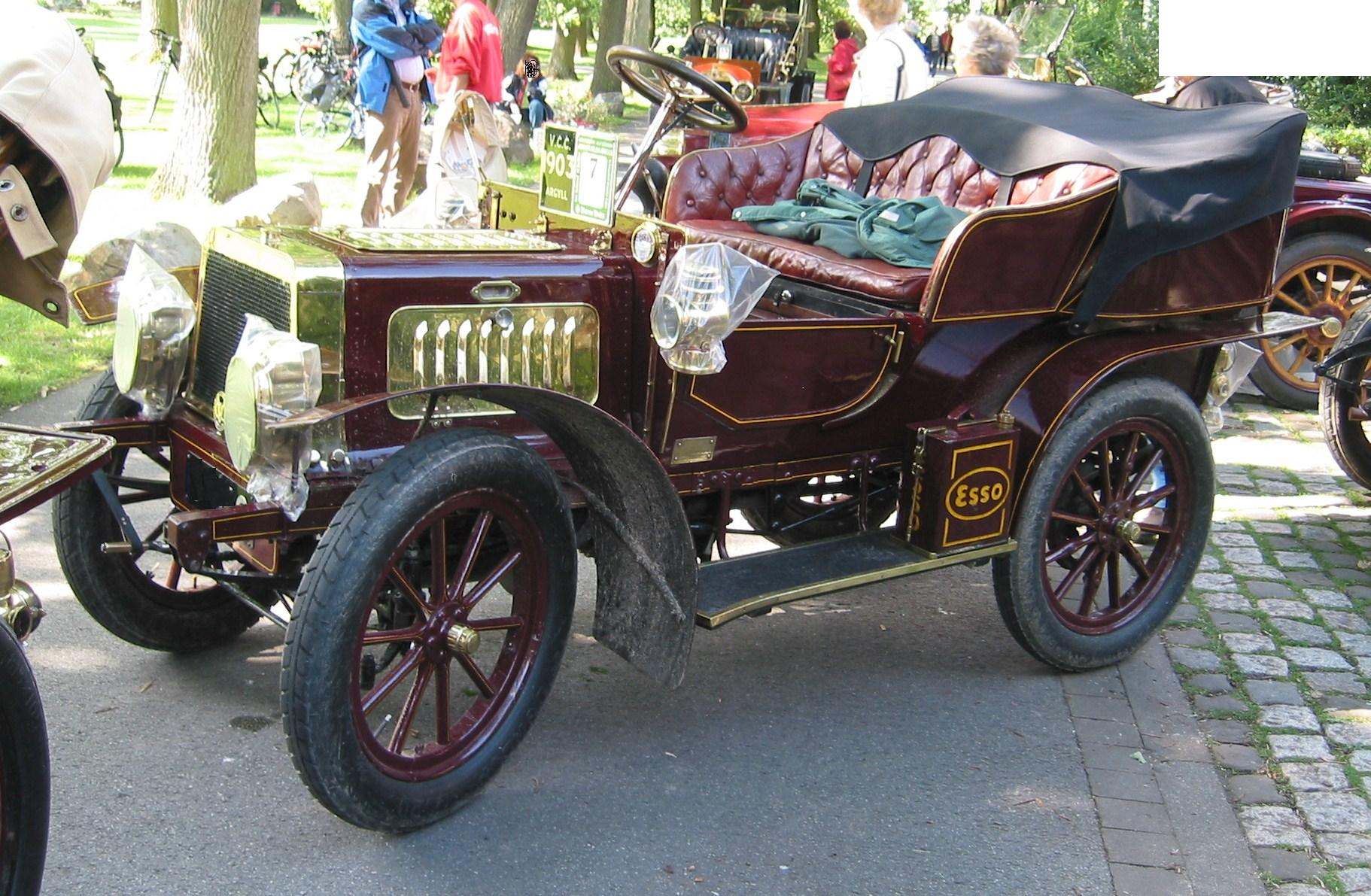
Argyll von 1903

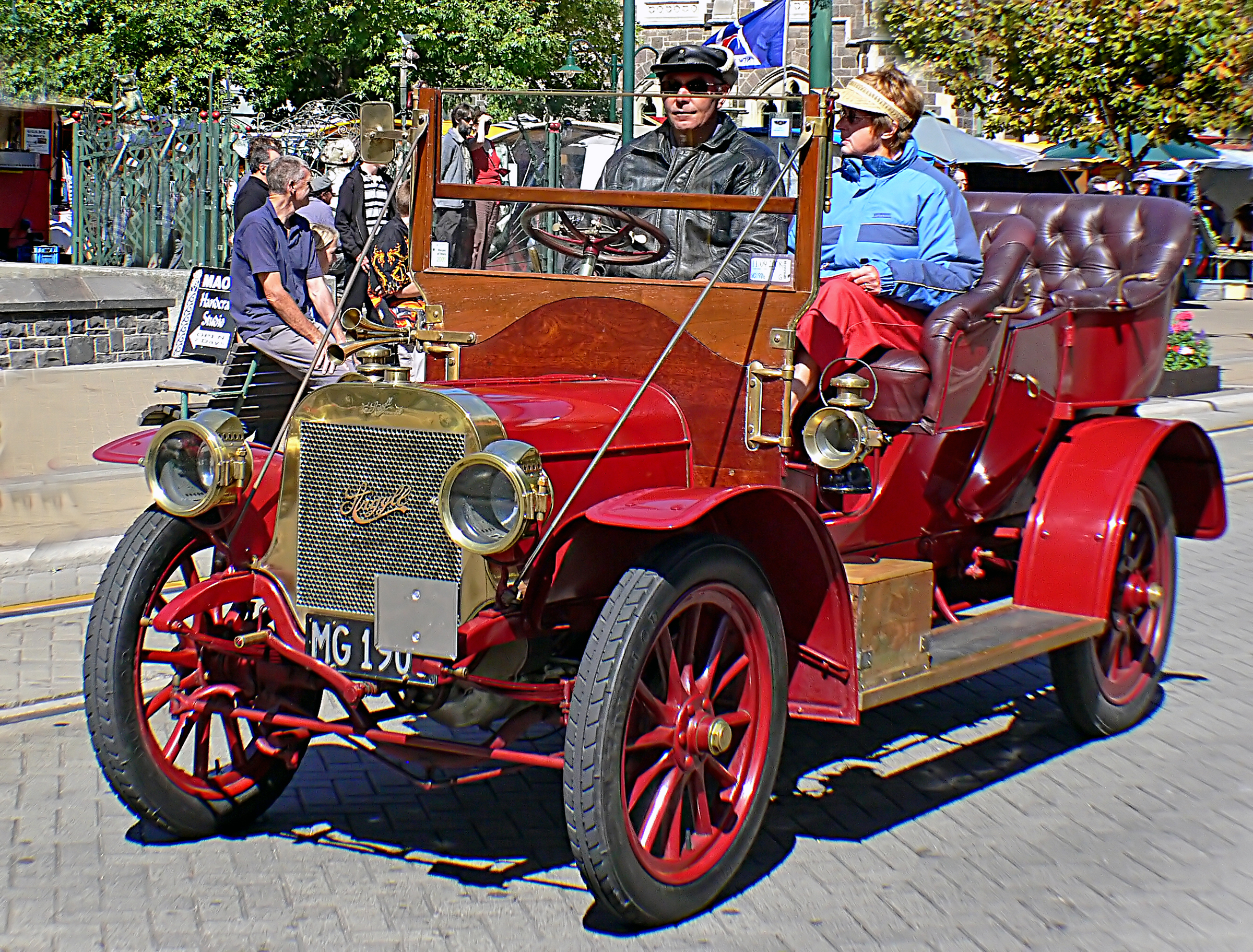
Argyll von 1906

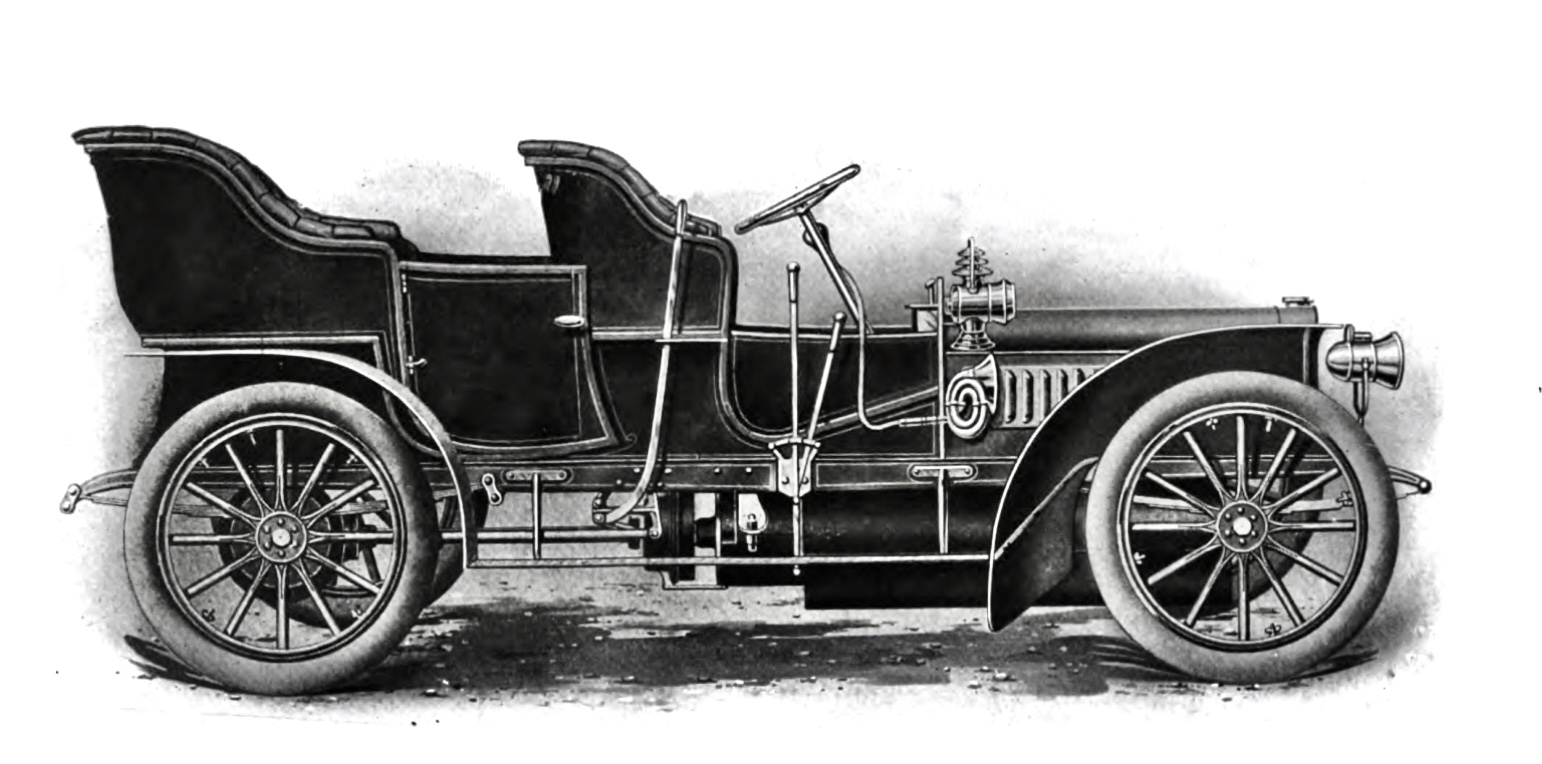
Argyll mit 4-Zylinder-Motor von 1906

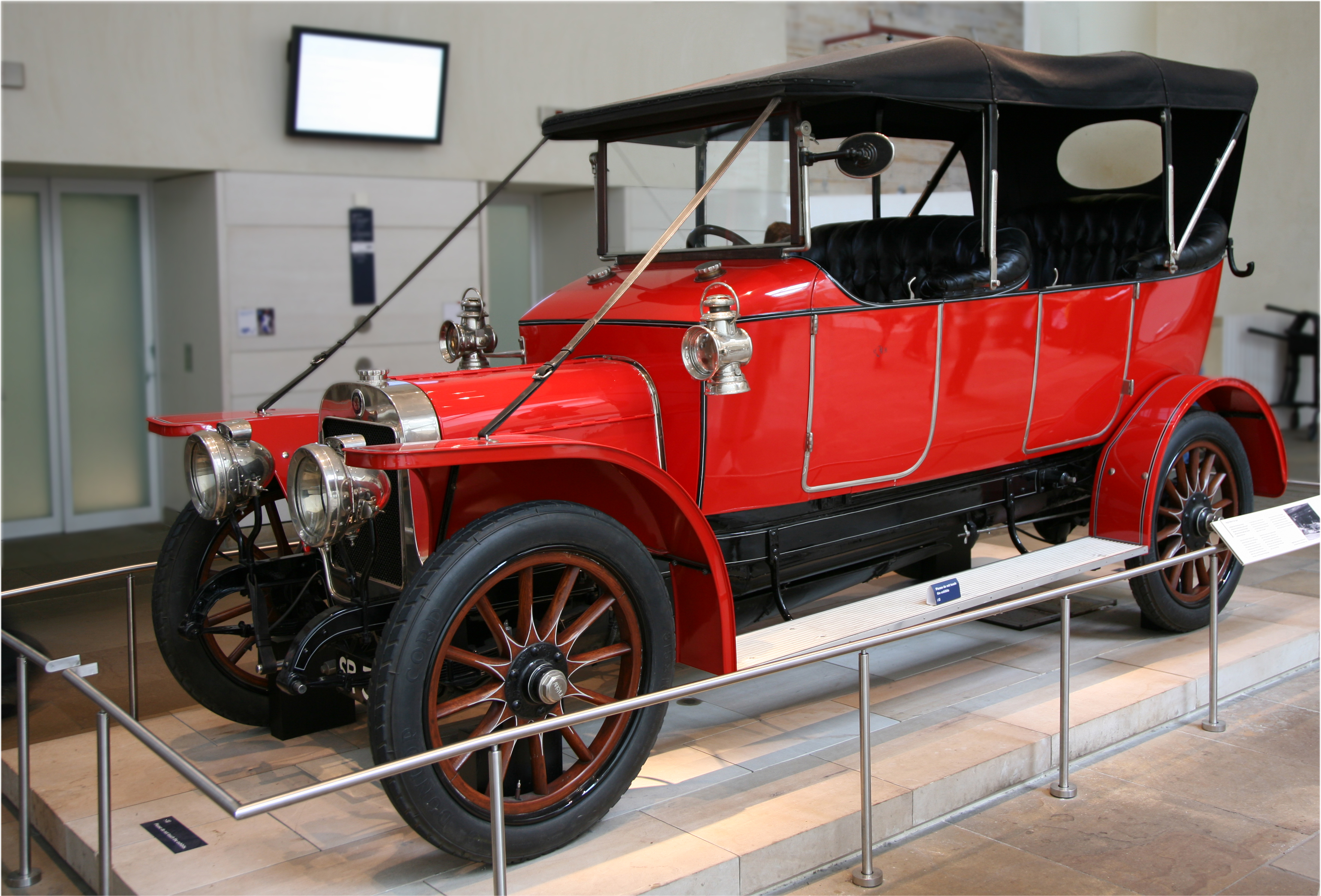
Argyll von 1910

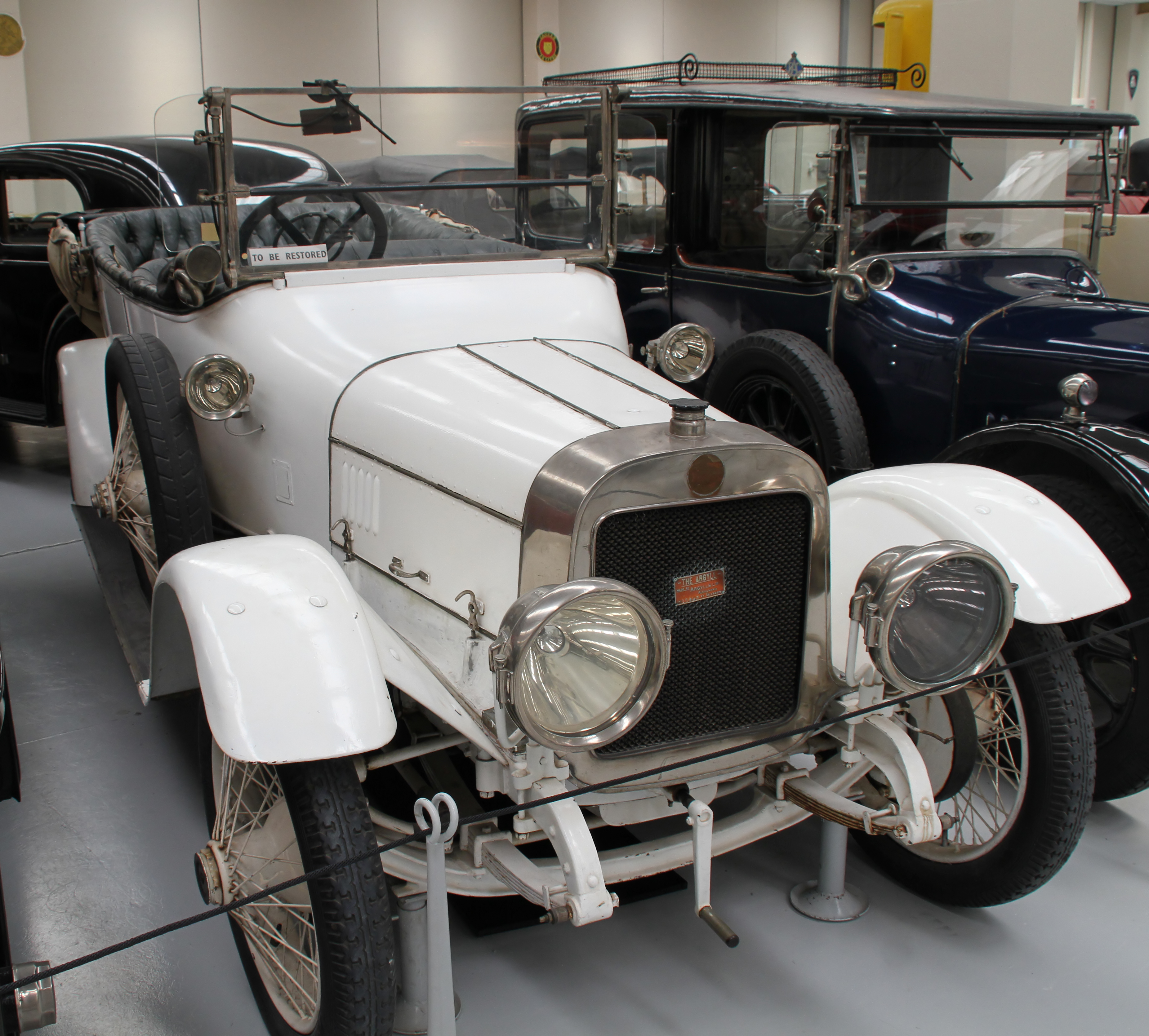
Argyll von 1914

Argyll Motors war ein britischer Automobilhersteller.

## Unternehmensgeschichte
Das Unternehmen Hozier Engineering Co Limited begann 1899 in Bridgeton, das heute Stadtteil von Glasgow ist, mit der Produktion von Automobilen. Die Fahrzeuge wurden als Argyll vermarktet. 1905 erfolgte eine Umbenennung in Argyll Motors Limited und 1909 in Argylls Ltd. 1906 zog das Unternehmen nach Alexandria um, und 1914 zog es zurück nach Bridgeton.
1928 wurde die Produktion eingestellt.

## Fahrzeuge
| Modell        | Bauzeit   | Zylinder | Hubraum cm³ |
| ------------- | --------- | -------- | ----------- |
| 2 ¾ HP        | 1900      | 1        | 318         |
| 5 HP          | 1900–1901 | 1        | 864         |
| 6 HP          | 1902      | 1        | 950         |
| 10 HP         | 1903      | 2        | 1244        |
| 14 HP         | 1903–1905 | 3        | 2294        |
| 9 HP          | 1904      | 1        | 942         |
| 10 HP         | 1904      | 2        | 1105        |
| 10 HP         | 1904      | 2        | 1459        |
| 12/14 HP      | 1905–1907 | 4        | 2438        |
| 10/12 HP      | 1905–1907 | 2        | 1985        |
| 16 HP         | 1905      | 4        | 3163        |
| 14/16 HP      | 1905–1910 | 4        | 3053        |
| 16/20 HP      | 1905–1908 | 4        | 3686        |
| 26/30 HP      | 1906–1907 | 4        | 4849        |
| 40 HP         | 1908–1909 | 4        | 6333        |
| 12/14 HP      | 1909–1910 | 4        | 2212        |
| 10 HP         | 1910–1911 | 2        | 1781        |
| 30 HP         | 1910–1911 | 6        | 5344        |
| 15 HP         | 1910–1912 | 4        | 2413        |
| 20 HP         | 1910–1912 | 4        | 3563        |
| 12 HP         | 1911–1912 | 4        | 1955        |
| 25 HP         | 1912      | 4        | 4084        |
| 12/18 HP      | 1913–1914 | 4        | 1955        |
| 15/30 HP      | 1913–1915 | 4        | 2614        |
| 25/50 HP      | 1913–1915 | 4        | 4084        |
| 12/18 HP Camp | 1914      | 4        | 4084        |
| 14 HP         | 1915      | 4        | 2120        |
| 15.9 HP       | 1920–1922 | 4        | 2614        |
| 12 HP         | 1922      | 4        | 1496        |
| 12 HP         | 1922      | 4        | 1496        |
| 12/40 HP      | 1922–1927 | 4        | 1631        |
| 18/50 HP      | 1922      | 6        | 2396        |

Mehrere Fahrzeuge dieser Marke sind im Museum of Transport in Glasgow zu besichtigen.

## Verwaltungsgebäude in Alexandria

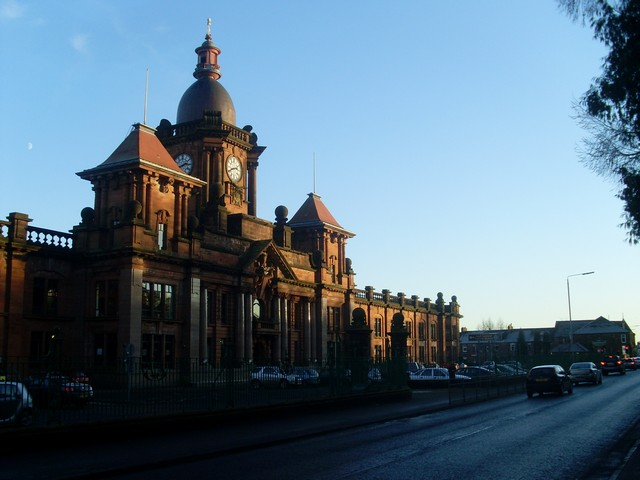
Verwaltungsgebäude

Vor dem Umzug nach Alexandria wurden am neuen Standort Fabrikanlagen errichtet. Mit der Planung des Hauptgebäudes entlang der Main Street wurde das Architekturbüro Halley & Neil betraut. Zwischen 1905 und 1906 entstand ein längliches Bauwerk mit barocken Details. Das symmetrische Gebäude besteht aus rotem Sandstein. Den Eingangsbereich in der Mitte bekrönt ein von Marmorsäulen getragener Architrav. Darüber ragt ein Turm mit Uhr und Kuppeldach auf. An den mittleren Gebäudeteil schließen beidseitig langgezogene, zweistöckige Flügel an. Die dortigen Zwillingsfenster gliedern die Fassade in jeweils neun Achsen. 1971 wurde das Bauwerk in die schottischen Denkmallisten in der höchsten Kategorie A aufgenommen.

## Rechtsstreit
1911 verklagte die Knight & Kilbourne Company Argyll wegen Verstoßes gegen das Patentrecht. Im Juli 1912 gewann Argyll den Prozess.